# Louise (Take 2)
Louise (Take 2) – film z roku 1998, wyreżyserowany przez Siegfrieda.

## Obsada
- Élodie Bouchez jako Louise
- Gérald Thomassin jako Yaya
- Roschdy Zem jako Rémi
- Bruce Myers jako The Hobo
- Antoine du Merle jako Gaby
- Abdel Houari jako Selem
- Naguime Bendidi jako Bestopaz
- Véronique Octon jako Leila
- Lou Castel jako ojciec Louisa
- Johanna Mergirie jako Johanna
- Yvette Jean jako Maman Yvette
- Véra Briole jako Pracownik socjalny
- Philippe Ambrosini jako Policjant
- Patrick Lizana jako Aptekarz
- Preeya Kalidas jako Dziewczyna
- Benjamin Lemaire
- Abdel Soufi
- Nozha Khouadra jako Sprzedawczyni
- Tonio Descanvelle jako Kelner
- Théophile Sowié jako Mężczyzna
- Nicolas Pissaboeuf jako Nico
- Alice Houri jako Tancerka w operze
- Aldo Las Vegas jako Policjant
- Steve Potts jako Jazzman w metrze
- Sabine Bail jako Pani Ebouaney
- Laurence Cormerais
- Eriq Ebouaney